# 七先生

七先生

七先生是中國電視公司（中視）1980年代著名綜藝節目《黃金拍檔》的虛構角色，由倪敏然飾演。

## 緣起
七先生是《黃金拍檔》的短劇單元〈七先生〉的男主角。倪敏然說，典型的《黃金拍檔》短劇多半以男扮女裝的誇張手法來強調喜劇效果，所以《黃金拍檔》製作群希望塑造一位觀念保守的人物來襯托；經過兩、三個月的討論設計，決定了七先生的形象。
依據倪敏然的自傳書《其實你看到的是我的背影》，「七先生」一名的由來是倪敏然取自當時中華航空總經理戚榮春的名字，而以「七」字取代筆劃較多的「戚」字。

## 造型
七先生的造型主要戲仿當時飛羚唱片旗下女歌手林淑容，髮型是小平頭，戴著與林淑容同式的眼鏡與暴牙，右嘴角上方長了顆大黑痣，手上隨時攜帶一把大黑雨傘和一個1930年代的公事包，腳穿一雙黑色雨鞋，操著蘇州口音，個性呆板滑稽，口頭禪是：「傷腦筋！」《黃金拍檔》製作群說：「當初創造七先生前，我們並不是要固定型態，而是為了配合短劇製造效果，要倪敏然配副大暴牙。想不到節目播出後，竟然搏個好彩頭；所以沿續前例，我們又依著倪敏然外貌上作些改變。」倪敏然說：「如果裝副假牙在上齶時，說話發音會較平常困難、而且不標準；但只有一個音發不出來，那就是『七』。所以暴牙七先生正式登場。」七先生的暴牙是倪敏然去牙科診所訂做的，造價新台幣一萬多元是他自己代墊的，但是他戴一、兩小時就會流口水，所以他隨時準備一條手帕擦口水。七先生的眼鏡是平光鏡，沒有度數，鏡片表面被機器磨成一圈又一圈，看起來就像近視上千度。倪敏然早在1986年初就向經濟部中央標準局申請七先生的相關專利，包括造型、布偶、錄音帶、出版品等。

## 性格
七先生的年齡被設定為二戰結束時十幾歲、1986年時五十歲出頭，經歷整個二次大戰後成長的大環境。他的個性可被歸納為十點：
1. 懶惰、好逸惡勞、好吃、好色。
2. 喜歡回憶、懷念過去的美好時光。
3. 喜歡感嘆人心不古。
4. 喜歡吹牛、自欺欺人，但無傷大雅。
5. 對社會變遷與環境之適應能力總是不夠快、不夠強，這從他的穿著就可見端倪。
6. 彆扭、擇善固執、堅持自己不一定對的意見；例如追女朋友時可以從早盯到晚，不顧別人的看法。
7. 人云亦云；對於需要見解的事物，通常沒什麼見解；就算有見解的時候，也是後知後覺。
8. 不會害人，卻會以己之心度人之腹；所以經常吃虧，卻也令自作聰明者慚愧。
9. 心太軟、同情心強、爛好人。
10. 死要面子，死不認錯，嫉惡如仇。[3]

七先生一出場便給人老實可靠的形象，但他老是被人冤枉成「色狼」或「不肖者」；倪敏然說：「別看不起七先生的長相。他雖然貌不驚人，心地卻很好，比一般人更有公德心。」雖然七先生講話瑣瑣碎碎、講了半天還講不到重點，他卻常常在莫名其妙挨打後說出了對社會現象的心聲，例如：「奇怪！為什麼現在的人都只顧自己的方便，不關心別人怎麼樣？」

## 其他記事
在《黃金拍檔》中，七先生身旁有時會搭配「七小姐」，製作單位中華製作公司挑中向娃扮演七小姐，七小姐上齶同樣戴一副假的暴牙。
1986年大年初一，《黃金拍檔》播出春節特別節目，單元〈黃金十大新聞〉中，七先生以「七爾寇梁」（戲仿瑪爾蔻梁）名義與「菲菲夫人」（張菲飾）共同訪問「黃金拍檔年度十大新聞」人物陸小芬、黃金爺爺、兩百塊。
1986年9月6日19:10，中華民國電視學會與《民生報》在臺北市中華體育館主辦「風雨送愛心：全國藝人聯合賑災義演會」，第四段主持人為倪敏然與潘迎紫，他們分別扮演七先生與武媚娘出場，造型特異，對白諧趣。
1987年1月23日，中視文化公司《掃描線周刊》刊登專文，把七先生與武媚娘漫畫化，以他們之間的對話向讀者介紹中國電視公司電視城。
1987年4月11日，星百實業推出錄影秀《七先生大集合》，倪敏然主持，是星百實業的創業作。星百實業負責人姚長榮表示，《七先生大集合》特色在於倪敏然穿梭全場的角色相當靈活，每集均有40位以上知名演員搭配演出，突破老三台「三台默契」，詼諧短劇題材也很新穎，並有詼諧歌仔戲單元等。《七先生大集合》於1987年3月23日開錄，以4部攝影機錄影，倪敏然以七先生造型主持。《七先生大集合》租用光啟文教視聽節目服務社（光啟社）的廠棚作業，製作費高過電視節目成本，而且來賓不受三台默契約束；1987年4月26日，倪敏然說，目前香港錄影帶逐漸走下坡，這是台灣自製錄影帶業者奮起的好機會，因此他受邀主持《七先生大集合》。1987年11月19日，《民生報》報導，從本年台灣自製錄影帶發片商與出租店簽約點數（一家出租店為一點）來看，豬哥亮的錄影秀排名第一，祥芳影視的天錄影秀《歡樂豬哥天》名列第二，《七先生大集合》殿後；「《七先生大集合》據說敗在七先生講揚州話，中南部無法引起共鳴；節目雖然用大舞台、大編制樂隊，講求燈光、布景，卻與電視的歌舞綜藝雷同，缺乏錄影帶市場區隔。……倪敏然檢討自己敗因後就說，如果片商有興趣續拍《七先生大集合》，七先生將捨棄揚州腔，改講閩南語或福州話。」
1987年6月13日，《黃金拍檔》更改部分節目內容，推出新單元〈絕代佳人〉與〈街頭英雄〉，取代〈七先生〉與〈董娘〉。
1987年7月1日，中視方言綜藝節目《東南西北》首錄，白國嘉製作，倪敏然主持，定於本月13日18:30播出第一集，分為〈星言星語〉、〈各說各話〉及〈七爺爺〉等單元，型態近似中華電視台（華視）綜藝節目《連環泡》，但表演方式強調方言詼諧及「黃金五寶式」現場即興創作。《黃金拍檔》為《東南西北》第一集跨刀，《東南西北》製作單位展開「動腦會議」討論倪敏然是否應重塑造型：倪敏然主張在《東南西北》的單元中仿七先生造型表現以收以逸待勞之效，但白國嘉認為此節目應擺脫過去形象、以親和力為表現重點，經溝通後，製作單位決定：依兩種不同造型各錄製一段，視效果再做最後決定。
1987年8月，《黃金拍檔》開播短劇單元〈快樂家庭〉，內容是：董娘（張菲飾）與七先生結婚，共組一個家庭，家庭成員有董娘、七先生、七奶奶（羅江飾）、小芋頭（檢場飾）、小風風（徐風飾）。
在倪敏然主持的1988年中視春節特別節目《七先生漂亮一下過新年》〔播映期間：1988年2月15日（小年夜）18:30～19:00、1988年2月16日（除夕）18:00～19:00、1988年2月17日（大年初一）18:30～19:00、1988年2月18日（大年初二）18:00～19:00、1988年2月19日（大年初三）18:00～19:00，共5集〕中，倪敏然以七先生造型出場，出場時唱下列這首他親自作詞的〈七先生〉，道盡七先生的人格特質：

「來了！」

七先生　我七先生　牙齒向外我天生

越過門檻　要小心　摔壞牙齒傷腦筋

七先生　我七先生　戴著一副大眼鏡

出門方向　要看清　撞壞眼鏡傷腦筋

不愛戰爭愛和平　不愛鈔票愛美人

我有健康　的心靈　這樣還說我有病

七先生　我七先生　出門帶支雨傘才安心

天有不測　的風雲　淋濕腦袋傷腦筋

1994年7月，力霸友聯全線即將開闢的綜藝節目《快樂台灣人》和倪敏然洽商再造七先生第二春，倪敏然興奮地一口答應。《快樂台灣人》中，七先生的假牙、眼鏡、雨傘、公事包一樣俱全，唯獨不穿雨鞋、改穿皮鞋；倪敏然還重新製作一副假牙，他說，以前的假牙比較誇張，這次重做的假牙變得可愛討喜些、不再那麼突兀；倪敏然還說，這些年雖然七先生沒有露面，但他設立的「七先生信箱」一直沒有停過，讓他和一群七先生支持者結為好友。倪敏然還說，為順應時空背景的改變，他對七先生的性情做了些微的修正：1980年代的七先生有種「心事誰人知」的沉重情緒，人就顯得憂鬱點；如今政治局勢不同，1990年代的七先生會開朗積極，因為這個時機是「愛拚才會贏」。《快樂台灣人》中的七先生，除了造型稍做改良外，不會像過去一樣是受盡眾人欺負的「阿Q可憐蟲」，反倒是對時事有見解的知識分子；倪敏然認為，七先生由「窩囊蟲」蛻變是順應時代潮流，外型不起眼的人也該有見識和知識。
1997年11月6日，臺灣電視公司（台視）星期日晚間綜藝節目《最佳拍檔》首錄，預定本月23日播出第一集，彭達製作，倪敏然、徐乃麟、張衛健、羅時豐、陳為民主持，倪敏然又扮七先生、又吊鋼絲在攝影棚裡飛來飛去。
2000年2月21日，倪敏然說，他不否認《黃金拍檔》的成功來自日本TBS電視台綜藝節目《八點！全員集合》的靈感，但他為《黃金拍檔》設計過數十種人物，唯獨戴厚眼鏡、大暴牙的七先生廣受歡迎，令他感嘆演藝圈充滿「無心插柳柳成蔭」的奧妙。
2001年7月30日，中視星期日綜藝節目《台灣歡樂窩》裡扮演房東的趙自強因忙著公共電視文化事業基金會（公視）兒童節目《水果冰淇淋》錄影而將從第四集後消失，本日首錄由倪敏然扮演的「劉明德」接棒的內容。劉明德是七先生與前民主進步黨主席施明德的融合體，講話時與七先生一樣會噴口水。倪敏然重回中視攝影棚頗有感觸，他說，當年七先生紅得很，現在希望以劉明德再讓他開紅盤。《台灣歡樂窩》製作人黃建福說，會模仿施明德的造型，主要是目前政治人物裡能擁有浪漫天真的感覺且年紀相彷的只有施明德，雖然尚未獲得施明德同意，但如果能把劉明德這個角色拿捏得恰到分寸、不去丑化，他相信施明德應該會同意的。
2001年9月8日，倪敏然主持的公視第36屆金鐘獎特別節目《公視三年 情有獨鐘》首錄，在本屆金鐘獎入圍兩項的倪敏然一口氣變換了五種造型：重金屬搖滾歌手、檳榔西施、中國人民解放軍軍人、民初老爺、七先生。
2005年5月7日，余天說，倪敏然骨灰未來放置地福田妙國生命紀念館的地主開放一片土地任他規劃「七先生紀念館」，目前已動工，預計一年後完工，他希望各界熱心提供倪敏然生前物品供未來展覽擺放。2005年5月10日，七先生紀念館改名為「台灣演藝文化紀念館」，余天認為，未來只要藝人有困難，無人可幫忙料理後事，這裡將免費提供一個可以讓藝人安心的長眠之地。
2005年5月8日16:30，中視重播《七先生漂亮一下過新年》。
2005年5月10日，嘉義縣民雄鄉胸針製作業者溫永璋徵得倪敏然家屬同意，製作七先生立體胸針三千個，送給倪敏然家屬及弔祭倪敏然的親友留念。
2005年5月12日，倪敏然追思會，倪敏然的長子倪嘉亨把父親比喻成七先生，提醒「七老爸」要記得拿眼鏡與公事包，也要帶雨傘，以免天堂也會像昨天的臺北市雨下不停。
2005年5月15日，作家張曼娟說：「七先生的古板公務員造型，倒過來戴的厚眼鏡，不管晴雨隨身攜帶的黑雨傘，永不離身的公事包，當然還有註冊商標的大暴牙。他一開口就是『跟各位報告』，被人欺負的時候總是把『沒有關係』掛在嘴上。他有一種卑微的逆來順受，把許多不合理的事都概括承受，並且還能保持樂觀進取的態度。……七先生，把自己放在了最下層的位置。而這個人物是有價值觀的，看待世界和自己都有準則的，不只是逗我們開懷一笑。……與七先生告別，我們必然會想念他的；我們想念他，也想念一個時代的消逝。不爭不競，安分守己，誠敬寬容；曾經，我們有過這樣的時代；七先生一個轉身，收進他的公事包裡，便帶走了。」
七先生曾參演電影《大頭兵》，曾與劉嘉芬、蕭大陸及兩百塊主演電影《七先生與啞吧花》。